# Мубанга
Мубанга — прізвище замбійського походження, яке належить наступним відомим особистостям:
- Гелен Мубанга (нар. 1995), замбійський футболіст
- М. К. Мубанга, південноафриканський політик
- Мартін Мубанга, замбійський позасудовий в'язень Сполучених Штатів
- Перрі Мубанга, замбійський футбольний захисник